# Radio Club de Costa Rica
El Radio Club de Costa Rica es una organización sin fines de lucro nacional, para entusiastas de la Radioafición en Costa Rica, de carácter público, relacionado con la radioafición en los aspectos científicos, legislativos, culturales y éticos. Su indicativo de llamada oficial es TI0RC.
Brinda talleres participativos sobre radioafición, tipos de telecomunicación mediante el uso de tecnologías ligadas a la radio, y la instrucción por parte de operadores especializados para la obtención del permiso o licencia requerido para operar en las Bandas de Frecuencias de Radioaficionados.
También se encuentra un bureau para las QSL regulares con otros operadores radioaficionados en países extranjeros e incluso nacionales, y una red de repetidores enlazados e individuales en bandas VHF y UHF así como en sistemas digitalizados para apoyar al país en comunicaciones de emergencia radiofónicas. El Radio Club de Costa Rica representa los intereses de los radioaficionados del país ante las autoridades reguladoras del mismo y las internacionales, de este modo, es la Sociedad Miembro que representa a los radioaficionados asociados y no asociados de Costa Rica ante la Unión Internacional de Radioaficionados.

## Winlink 2000
En mayo de 2018 el Radio Club de Costa Rica, el Ministerio de Ciencia, Tecnología y Telecomunicaciones (MICITT) y el Benemérito Cuerpo de Bomberos de Costa Rica, firmaron un convenio de cooperación, para la implementación de un proyecto piloto llamado “Red de Telecomunicaciones de Emergencia Regional Alterna en la Región Américas”, con el propósito de trabajar de manera conjunta y así comunicarse en casos de emergencias en los que las redes tradicionales de telecomunicaciones dejan de funcionar.
WINLINK es un servicio global de correo electrónico por radio, el cual utiliza trayectorias de radio para envío de correos electrónicos donde el internet no está presente. El sistema es capaz de operar automáticamente y completamente sin internet, utilizando una red de estaciones de retransmisión. Su papel es bien conocido en comunicaciones de emergencias y en mitigación de desastres. 
Las estaciones y operadores de Winlink autorizados, utilizan tanto frecuencias de radioaficionados como gubernamentales alrededor del mundo, además este sistema es construido, operado y administrado en su totalidad por radioaficionados voluntarios.

## AMSAT - TI
AMSAT-TI (Corporación para Satélites de Radio Aficionados de Costa Rica) es una organización sin fines de lucro creada en el seno del Radio Club de Costa Rica, sus objetivos son: el estudio, experimentación y difusión de la tecnología satelital; contribuir en el desarrollo de satélites al servicio de los radioaficionados en la región centroamericana, y el trabajo educativo en beneficio de la juventud centroamericana.
El Radio Club de Costa Rica colaboró en la puesta en marcha y diseño de las estaciones en tierra que se comunican con el satélite Batsú-CS1 (Proyecto Irazú). Este es el primer satélite creado en Costa Rica diseñado para fines de estudio del medio ambiente, recolección de datos forestales y captura de carbono. 

## RED - Red de Emergencias y Desastres TI
La Red de Emergencias y Desastres Tango India tiene como objetivo prestar apoyo en comunicaciones ante situaciones de emergencia, promoviendo en los radioaficionados, el desarrollo de capacidades en la atención radiofónica de emergencias con ejercicios diarios vía radio y prácticas de campo, de esta forma es posible generar enlaces importantes de radiocomunicación cuando los medios habituales fallan, ya sea por fallas en los tendidos eléctricos, caída de sistemas dependientes de internet, saturación de servicios telefónicos fijos o móviles, entre otros.
Esta red se compone de una serie de repetidores enlazados, los cuales cubren el territorio de Costa Rica de la siguiente manera:
- Zona Atlántica - Región Huetar Atlántica
- Zona Sur de Costa Rica - Región Brunca
- Zona Norte de Costa Rica - Región Huetar Norte
- Zona Pacífico Central - Región Pacífico Central
- Gran Área Metropolitana
- Llanura de San Carlos
- Península de Nicoya

## Junta Directiva 2025 - 2027
- Presidente Hugo Antonio Soto Vargas - TI2HAS
- Vicepresidente Roberto Hafid Feigenblatt Reyes - TI2RF
- Secretario Minor Barrantes Fallas - TI2YO
- Tesorero Juan Carlos Sibaja Herrera - TI2JCY
- Vocal 1 Oscar Mario Garbanzo Álvarez - TI2OSK
- Vocal 2 Juan Bautista Castro Álvarez - TI2PSG
- Vocal 3 Luis Fernando Arauz Flores - TI2FAF
- Fiscal Adrián Estanislao Mainieri González - TI2LCO